# La Guillermie

La Guillermie este o comună în departamentul Allier din centrul Franței. În 1 ianuarie 2022 avea o populație de 122 de locuitori.